# كارين بوندار
كارين بوندار هي أحيائية كندية، ولدت في 20 مايو 1975 في نيو ويستمينيستر في كندا.

## وصلات خارجية
- الموقع الرسمي